# Kirsten Fehrs
Kirsten Fehrs (nascida em 12 de setembro de 1961 em Wesselburen) é uma teóloga protestante alemã. Ela é presidente do Conselho da Igreja Evangélica na Alemanha (EKD) desde 12 de novembro de 2024. Anteriormente, ocupou o cargo provisoriamente desde 20 de novembro de 2023. Desde 2011, é Bispa da Diocese de Hamburgo e Lübeck da Igreja do Norte da Alemanha.

## Biografia
Seu pai foi prefeito da CDU em Wesselburen entre as décadas de 1950 e 1970. Sua mãe migrou para Schleswig-Holstein como refugiada da Pomerânia. Fehrs cresceu com seis irmãos. Sua irmã, Sabine Kunst, foi Ministra da Ciência, Pesquisa e Cultura do Estado de Brandemburgo de 2011 a 2016 e Presidente da Universidade Humboldt de Berlim de 2016 a 2021.
Kirsten Fehrs era representante estudantil distrital em Dithmarschen e participou da primeira manifestação contra a construção de uma usina nuclear em Brokdorf, em 1976. De 1981 a 1987, estudou teologia protestante na Universidade de Hamburgo, especializando-se em "Teologia Prática". Após servir como vigária na paróquia de Waabs, foi ordenada pastora na então Igreja do Norte Elbiano em 1990. Como pastora, adquiriu vasta experiência em Schleswig-Holstein e Hamburgo, trabalhando em hospitais, com moradores de rua e até mesmo com presidiários.
Fehrs é casada com o pastor Karsten Fehrs desde 1990. Eles não têm filhos.
Foi pároca em Hohenweststedt, perto de Neumünster, por quatro anos, supervisionando a educação de adultos no distrito eclesiástico de Rendsburg, e depois assumiu a gestão pastoral de recursos humanos e desenvolvimento organizacional no distrito eclesiástico e no norte de Elbia. Em 1 de setembro de 2006, Fehrs assumiu o cargo integrado de reitor do distrito eclesiástico de Alt-Hamburg e pastora sênior na igreja principal de St. Jacobi.
Em 17 de junho de 2011, ela foi eleita pelo Sínodo da Igreja do Norte Elbiano (NEK) no quarto turno de votação na igreja principal de St. Michaelis em Hamburgo, com 97 votos dos 121 membros do sínodo presentes, como sucessora de Maria Jepsen como Bispo da Diocese de Hamburgo e Lübeck. Seu único oponente foi a representante cultural da EKD, Petra Bahr.
Fehrs é a sexta mulher a liderar uma igreja protestante na Alemanha e, depois de Maria Jepsen e Bärbel Wartenberg-Potter, a terceira na Igreja do Norte Elbiano.
Até sua inauguração em 15 de novembro de 2011, o escritório foi administrado pelo reitor Jürgen Bollmann, o sucessor interino da bispa resignada Maria Jepsen. O serviço de inauguração foi celebrado em 26 de novembro de 2011, um dia antes do primeiro domingo do Advento, na Catedral de Lübeck.
Em maio de 2012, a Igreja do Norte Elbiano em Hamburgo e Schleswig-Holstein, a Igreja Evangélica Luterana de Mecklemburgo e a Igreja Evangélica da Pomerânia se fundiram na Igreja Evangélica Luterana do Norte da Alemanha (Nordkirche). Fehrs continua sendo a Bispa da Diocese de Hamburgo e Lübeck da Igreja do Norte da Alemanha. Neste cargo, ela também é membro do Conselho Episcopal e do Executivo da Igreja. Suas responsabilidades incluem as principais áreas da Igreja, como cuidado pastoral e diálogo social. Ela também é membro da Conferência Episcopal da Igreja Evangélica Luterana Unida da Alemanha (VELKD).
Em 5 de junho de 2021, ela foi reeleita para um segundo mandato com 141 dos 145 votos pelo Segundo Sínodo Regional da Nordkirche.
Desde novembro de 2015, Kirsten Fehrs é membro do Conselho da Igreja Evangélica na Alemanha. Em 2021, ela foi reeleita; no 13º Sínodo da EKD, o Conselho a elegeu como vice-presidente em novembro de 2021, com 116 dos 139 votos. Após a renúncia de Annette Kurschus, ela assumiu a presidência interina do Conselho da EKD em novembro de 2023. Em 12 de novembro de 2024, durante reunião sinodal em Würzburg, o Sínodo da EKD a elegeu como presidente do Conselho, com 97 dos 130 votos; ela cumprirá o restante do atual mandato até 2027.

## Posições
Kirsten Fehrs está particularmente preocupada com o diálogo inter-religioso e a coexistência pacífica de pessoas de diferentes afiliações religiosas. Ela é ativa no conselho do Fórum Inter-religioso de Hamburgo (IFH), que presidiu de 2015 a 2017. A Bispa Fehrs também representa a Igreja Protestante na Mesa Redonda das Religiões. Após sua eleição como presidente do Conselho da EKD, o presidente da Conferência Episcopal Alemã, Georg Bätzing, parabenizou Fehrs: "A senhora agora dá continuidade ao que já vinha realizando nos últimos doze meses, com um trabalho impressionante, sempre caracterizado por um profundo espírito ecumênico". Em sua carta, o bispo católico também disse: "Espero trabalhar juntos e buscar, em conjunto, maneiras de promover uma unidade concreta de nossas denominações como testemunhas confiáveis do Evangelho." Bätzing declarou-se grato pelas claras posições sociopolíticas que unem as igrejas Católica e Protestante.
Ela também se manifesta claramente contra todas as formas de antissemitismo. "Não devemos deixar nossas escrituras sagradas, com sua mensagem de paz, para os fanáticos", exigiu Fehrs em 2023 em um comício em memória das vítimas da Kristallnacht. Por exemplo, ela também pediu uma declaração contra o antissemitismo no jornal semanal Die Zeit: "Nunca devemos esquecer que esta criança luminosa na manjedoura em Belém é judia. O cristianismo surgiu dele."
Como membro do Conselho da EKD e como Presidente interina do Conselho, Fehrs fez campanha, entre outras coisas, pela proteção dos refugiados e pela preservação do asilo eclesiástico. "A aceitação de refugiados está profundamente enraizada na nossa fé cristã", argumentou Fehrs em 2015. O asilo eclesiástico não é parte do problema, mas sim parte da solução, afirmou a Bispa Kirsten Fehrs em junho de 2024 na tradicional recepção de São João da EKD. "O asilo eclesiástico não é uma decisão frívola, mas uma forma de proteção humanitária", afirmou depois. No debate que emergiu em 2024 sobre a reorientação da política de asilo, ela apelou à prudência e à compreensão.
Ao mesmo tempo, ela defende o fortalecimento da diversidade, dos direitos humanos e da democracia, e faz campanhas contra o extremismo de direita. Em janeiro de 2024, em um comício popular diante de 180.000 pessoas em Hamburgo, ela disse: "A fé cristã e o pensamento étnico não andam juntos, assim como a cruz e a suástica não andam juntos! As demandas pela expulsão em massa de pessoas com origem migrante cruzam uma linha. Só pode haver uma resposta para isso: Não, a toda forma de racismo e antissemitismo! E é um não que vem claramente do centro da sociedade." Ao mesmo tempo, ela conta com espaços de compreensão mútua e com a disposição para dialogar no debate sociopolítico de 2024, que está "acirrado pela polarização e tendências à divisão."

## Papel em relação a casos de violência sexual na Igreja Protestante
Kirsten Fehrs foi membro do Conselho de Comissários para Proteção contra a Violência Sexualizada da EKD, criado no outono de 2018 para promover medidas para lidar com a violência sexualizada e formas de abuso na Igreja Protestante, tanto dentro quanto fora da igreja; de 2018 a 2020, Fehrs foi o primeiro porta-voz deste grupo. Do verão de 2022 a 2024, Fehrs foi membro do Fórum de Participação da EKD sobre Violência Sexualizada, no qual as decisões políticas da igreja sobre como lidar com a violência sexualizada são tomadas em conjunto pelas pessoas afetadas e representantes da igreja.
Após um caso de abuso divulgado em Ahrensburg, a Igreja do Norte lançou um conceito para o reconhecimento da injustiça sofrida em 2012. A bispoa Fehrs trabalhou nesta recém-desenvolvida Comissão de Serviços de Apoio (ULK) desde o seu início até 2021 e, como presidente da comissão, assumiu desde cedo a responsabilidade de abordar e prevenir a violência sexualizada na igreja. O trabalho da ULK abriu caminho para o Gabinete de Coordenação de Prevenção em 2013 e levou à primeira lei de prevenção de uma igreja regional em 2018. Fehrs serviu inicialmente como presidente do Gabinete de Coordenação de Prevenção e, mais tarde, também como presidente do Conselho Consultivo do Gabinete de Prevenção.
Anselm Kohn, que foi afetado pela violência sexual do clero no escândalo de abuso de Ahrensburg, acusou Kirsten Fehrs de inicialmente ter sido ouvida em sua capacidade de vítima; assim que ele foi à imprensa com suas críticas ao processamento e reparação inadequados, ele foi "abandonado" pela bispa Fehrs e outros líderes da igreja. O processo de resolução de disputas de Kohn havia parado e ele foi impedido de dar uma entrevista assim que "expressou sua opinião livre".
A especialista em trauma Ursula Enders, que, no relatório final da Igreja do Norte sobre a investigação de casos de abuso, examinou, entre outras coisas, o caso de abuso numa creche protestante, afirmou que inicialmente tinha "experimentado muita abertura" durante a investigação, mas que "a relação com a Bispa Kirsten Fehrs tinha-se deteriorado". Enders declarou: "Embora ela [Fehrs] tivesse inicialmente esperado que escrevêssemos um relatório que essencialmente certificasse à igreja que ela tinha sido traumatizada e era vítima das intrigas dos perpetradores no local, a nossa investigação desenvolveu a avaliação de que se tratava acima de tudo de uma falha institucional, tanto no que diz respeito às estruturas que tinham facilitado o abuso como na investigação. A principal preocupação da igreja era salvar a sua própria reputação". Segundo Enders, o objetivo era "acalmar o público". A Bispa Kirsten Fehrs abordou os afetados de uma forma conciliatória, mas tem "uma maneira muito gentil de encantar as pessoas. E no momento em que tomam uma posição e até criticam publicamente a Igreja, ela [Fehrs] abandona-os como uma batata quente", disse Enders.

No Sínodo EKD de 2021, no entanto, Zander elogiou explicitamente Kirsten Fehrs como a pessoa que realmente impulsionou a questão durante anos. Em uma entrevista ao Die Zeit, Kirsten Fehrs respondeu às críticas levantadas por Enders e outros da seguinte forma: "Eu vejo a instituição como culpada. E eu assumi a responsabilidade por isso. Posso suportar a possibilidade de ter cometido erros no processo melhor do que se não tivesse feito nada. [...] Mas a acusação de que não levei a sério os afetados realmente me incomoda. Isso simplesmente não é verdade."